# 마르 데 크리스탈역
마르 데 크리스탈 역(스페인어: Mar de Cristal)은 마드리드 지하철의 환승역이다. 마드리드 지하철 4호선과 8호선이 지난다. 마드리드 오르탈레사 구 피나르 델 레이 지역과 카니야스 지역에 걸쳐 있으며, 마르 데 크리스탈 로터리 지하에 위치해 있다. 역 부근에는 그란비아 데 오르탈레사 쇼핑센터가 있다. 요금구역상으로는 A구역에 속한다.

## 역사
1998년 4월 27일 4호선이 에스페란사 역에서 이곳까지 연장되면서 영업을 개시하였다. 이후 6월 24일 8호선 승강장이 완공되면서 환승역이 되었고, 동시에 4호선과 8호선 양쪽의 시종착역이 되었다. 다만 4호선의 경우 8호선 선로를 따라 페리아 데 마드리드 역까지 미니 지선을 운행하기도 하였으나, 같은해 12월 15일에 4호선이 다시 파르케 데 산타 마리아 역까지 연장되면서 운행이 중단되었다. 2002년 5월 21일에는 8호선이 콜롬비아 역을 거쳐 누에보스 미니스테리오스 역까지 연장되면서 마르 데 크리스탈 역은 4호선 쪽에만 시종착역으로 기능하게 되었다.
역 출입구에는 엘리베이터가 설치되어 있지만 에스컬레이터는 따로 없다. 역은 총 3층으로 나뉘는데 각각 대합실, 4호선 승강장, 8호선 승강장에 해당되며 이쪽에는 각각 에스컬레이터와 엘레베이터가 설치되어 승객의 편의를 돕고 있다. 한편으로 4호선 승강장은 여타 역보다 승강장 길이가 더 길며, 노선 내에선 유일하게 붉은색 철판으로 벽면이 장식되어 있는 것이 특징이다.

## 환승 정보
역 주변에 시내버스 정류장이 일곱 곳 있다.
버스
- 시내버스
  - 7, 104, 112, 120, 125, 153, 171, 172, T11번 노선 (주간)

지하철
| 마드리드 지하철                        | 마드리드 지하철       | 마드리드 지하철                      |
| -------------------------------------- | --------------------- | ------------------------------------ |
| 카니야스 아르궤예스                    | 마드리드 지하철 4호선 | 산 로렌소 피나르 데 차마르틴         |
| 피나르 델 레이 누에보스 미니스테리오스 | 마드리드 지하철 8호선 | 페리아 데 마드리드 아에로푸에르토 T4 |